# کایل کرکوود
کایل کرکوود (انگلیسی: Kyle Kirkwood؛ زادهٔ ۱۹ اکتبر ۱۹۹۸) راننده خودروی مسابقه‌ای اهل ایالات متحده آمریکا است.